# La Marque des anges
Miserere
Pour plus de détails, voir Fiche technique et Distribution.
La Marque des anges, sous-titré Miserere, est un thriller franco-belge réalisé par Sylvain White, sorti en 2013. Il s'agit de l'adaptation cinématographique du roman Miserere de Jean-Christophe Grangé.

## Synopsis
Lionel Kasdan, commissaire retraité, enquête sur la mort d'un chef de chorale qui a eu les tympans détruits. Son enquête va l'amener à un policier d'Interpol en pleine cure de désintoxication qui enquête sur une organisation secrète, suspectée d'enlèvement d'enfants. Les deux policiers acceptent de travailler ensemble pour découvrir la vérité.

## Fiche technique
- Titre original complet : La Marque des anges - Miserere
- Réalisation : Sylvain White
- Scénario : Laurent Turner, d'après le roman Miserere de Jean-Christophe Grangé
- Direction artistique : Emmanuelle Cuillery et Claire Massard
- Décors : Albrecht Konrad
- Costumes : Fabienne Katany
- Photographie : Denis Rouden
- Montage : Sébastien de Sainte Croix
- Musique : Max Richter
- Production : Stéphane Sperry ; Luc Bossi et Romain Le Grand (coproducteurs) ; Philippe Saal (délégué)
- Sociétés de production : Liaison Films ; TF1 Films Production, Brio Films, Pathé Production, DD Productions
- Société de distribution : Pathé Distribution ; Alternative Films (Belgique), Métropole Films Distribution (Québec), Pathé Films AG (Suisse romande)
- Pays d'origine :  France,  Belgique
- Langue originale : français
- Format : couleur - 2.35:1
- Genre : thriller
- Durée : 106 minutes
- Dates de sortie[1] :
  - France, Suisse romande : 26 juin 2013
  - Belgique : 4 septembre 2013
  - Québec : 27 septembre 2013

## Distribution
- Gérard Depardieu : Lionel Kasdan
- Joey Starr : Frank Salek
- Thierry Lhermitte : Vernoux
- Helena Noguerra : Angela Colson
- Marthe Keller : Laura Bernheim
- Rüdiger Vogler : Franz Hartmann
- Gérard Chaillou : Sarkis
- Cyril Couton : Le Père Olivier W
- Mathieu Carrière : Peter Hansen
- Thom Hoffman : Sean Singleton
- Corinne Masiero : Monique Mendez, le médecin légiste
- Antoine De Prekel : Jolan
- Sofiane Lakrouf : le policier
- Lizzie Brocheré : Dounia, l’avocate
- Marcos Adamantiadis : le responsable sécu parking
- Ivan Franek : Vargos
- Joe Sheridan : Goetz Willhen
- Jimmy Jean-Louis : Puyferrat, le policier

## Production

### Lieux de tournage
- Maroc
- France : 
  - Paris Église orthodoxe rue Jean de Beauvais Paris 5e
  - Siège du PCF, Place Colonel Fabien
- Belgique :
  - Bruxelles (Hôtel de ville de Saint-Gilles)
  - Wépion : centre La Marlagne
  - Chevetogne : Domaine provincial
  - Andenne
  - Abbaye de Marche-les-Dames
  - Anthée

## Sélection
- Rendez-vous du cinéma français à Paris 2014 : sélection « Press junket »